# Mellansjön (Borgsjö socken, Medelpad)
Mellansjön är en sjö i Ånge kommun i Medelpad och ingår i Ljungans huvudavrinningsområde. Sjön har en area på 0,284 kvadratkilometer och ligger 333,1 meter över havet. Sjön avvattnas av vattendraget Råsjöån.

## Delavrinningsområde
Mellansjön ingår i det delavrinningsområde (692011-149292) som SMHI kallar för Utloppet av Mellansjön. Medelhöjden är 351 meter över havet och ytan är 1,95 kvadratkilometer. Räknas de 5 avrinningsområdena uppströms in blir den ackumulerade arean 31,86 kvadratkilometer. Råsjöån som avvattnar avrinningsområdet har biflödesordning 2, vilket innebär att vattnet flödar genom totalt 2 vattendrag innan det når havet efter 133 kilometer. Avrinningsområdet består mestadels av skog (85 procent). Avrinningsområdet har 0,29 kvadratkilometer vattenytor vilket ger det en sjöprocent på 14,7 procent.